# Унгерн-Штернберг, Эрнест Романович
Барон Эрнест Романович Унгерн-Штернберг  (нем. Ernst Wilhelm Rembert Freiherr von Ungern-Sternberg; 1794—1879) — российский государственный деятель, дипломат, камергер, действительный тайный советник.

## Биография
Происходил из древнего баронского рода, происходящего от Иоганна Штернберга, переселившегося из Венгрии в Лифляндию в 1211 году. Родился 5 (16) ноября 1794 года в Меселау (эст.) в Лифляндской губернии.
В 1811—1813 годах учился на юридическом факультете Дерптского университета. В службе и классном чине с 1814 года. С 1821 года чиновник дипломатической миссии в Мадриде. С 1825 года исполняющий обязанности 1-го секретаря посольства в Лондоне. С 1826 года 1-й секретарь посольства в Берлине. С 1832 года камергер Высочайшего Двора. С 1835 года статский советник, министр-резидент в Краковской республике. В 1841 году произведён в действительные статские советники.
С 1847 года чрезвычайный посланник и полномочный министр — в Дании, с 1860 года в Германии. В 1852 году произведён в тайные советники. В 1866 году произведён в действительные тайные советники с увольнением в отставку. Был награждён российскими орденами вплоть до ордена Святого Александра Невского, пожалованного ему в 1864 году.
Умер в Дрездене 24 мая (5 июня) 1879 года.

## Семья
Жена (с 23.02.1842; Петербург) — графиня Елизавета Карловна Толь (23.09.1821—02.09.1865), фрейлина двора (1838), дочь генерала от инфантерии графа К. Ф. Толя, лютеранка и кавалерственная дама ордена Святой Екатерины (малого креста) (17.04.1863). 
Их дочери: Адельгейда (1843—1877; в замужестве графиня Бассевиц); Елизавета (1845—1927) и Елена (1856— ?; в замужестве Домбровская).